# Tongzhi-kejsaren
Tongzhi-kejsaren, egentligt namn Zaichun, född 27 april 1856, död 12 januari 1875, var den åttonde av kejsarna i Qingdynastin som regerade över Kina, från 1861 till 1875.

## Biografi
Zaichun var Xianfeng-kejsarens ende son och strax före sin död utsåg Xianfeng-kejsarens ett regentråd bestående av åtta manchuriska aristokrater som skulle styra riket under sonens omyndighet. Sedan kejsaren avlidit i Jehol i augusti 1861 förklarade regentrådet att den femårige Zaichun skulle efterträda kejsaren under regeringstiteln Qixiang. Regentrådet avsattes dock i en statskupp i vilken de två änkekejsarinnorna Cixi och Cian och den avlidne kejsarens bror Prins Gong tog över regentskapet. I samband med statskuppen ändrades kejsarens regeringstitel till Tongzhi.
Under Tongzhi-kejsarens regeringstid underkuvades slutligen Taipinguproret och andra uppror som härjat Kina. Förbindelserna till västmakterna förbättrades även. Den amerikanske diplomaten Anson Burlingame ställdes 1868 i spetsen för en stor kinesisk ambassad för att bringa Kina i närmare förbindelser med Europa, besökte Washington, London, Paris, Haag, Stockholm, Köpenhamn, Berlin och Sankt Petersburg och fick överallt nya handelsfördrag till stånd eller reviderade förut ingångna.
Den kinesiska befolkningens missnöje mot utlänningar fortfor ännu att ofta ge sig luft i blodiga våldsgärningar, särskilt mot missionärerna, men Prins Gong, strävade att hålla de ingångna fördragen. Gong knöt inte bara nya förbindelser med främmande stater, utan införde även europeiska inrättningar i Kina. Så inrättades 1868 i Peking ett polytekniskt institut,
med franska och tyska lärare. Telegrafförbindelse inleddes med Japan, Ryssland och Indien, och nya hamnar öppnades.
1873 övertog den unge kejsaren själv regeringen, men han avled dock redan 12 januari 1875. Den officiella dödsorsaken var smittkoppor.